# ماتياس بورغ
ماتياس بورغ (بالسويدية: Mattias Borg)‏ هو لاعب كرة الريشة سويدي، ولد في 16 مايو 1991.

## وصلات خارجية
- ماتياس بورغ على موقع BWF.tournamentsoftware.com (الإنجليزية)
- ماتياس بورغ على موقع BWFbadminton.com (الإنجليزية)